# Alfa Romeo 40A
L'Alfa Romeo 40A est le premier châssis pour autobus construit par le constructeur italien Alfa Romeo, célèbre pour ses voitures sportives.

## Histoire

### Contexte historique
En 1926, le constructeur milanais Alfa Romeo va connaître un événement extrêmement important avec son passage sous le contrôle de la holding d'Etat l'« Istituto per la Ricostruzione Industriale », plus connu sous l'acronyme IRI. La situation économique italienne était difficile, surtout à la suite des décisions prises par le gouvernement fasciste de Benito Mussolini qui avait envahi plusieurs Etats africains et qui préconisait l'autarcie. À cette époque, l'utilisation de moteurs essence pour les véhicules lourds a rapidement cédé le pas au diesel. En Italie, le seul constructeur qui possédait vingt ans d'expérience dans ce domaine était Fiat avec ses propres brevets de conception et de fabrication de moteurs diesel et même avec injection directe.
Sous la pression des responsables gouvernementaux et de l'IRI, dont dépendait maintenant Alfa Romeo, le constructeur fut "invité" à élargir ses productions dans le secteur des véhicules industriels avec motorisation diesel. Fiat n'ayant aucune intention de passer un accord pour la fourniture de moteurs à un potentiel concurrent national, à l'automne 1929 Alfa Romeo V.I. signe un contrat avec la société allemande Bussing pour la fabrication sous licence en Italie, de moteurs diesel Deutz.
Après deux tentatives, peu fructueuses, de transformation des modèles automobiles 15-20 HP et 20-30 HP en camionnettes civiles et militaires, le constructeur milanais attendra 1930 avant de se lancer dans le secteur des véhicules industriels lourds.

### La création de la divisionAlfa Romeo Industriale
Lors du Salon de l'automobile de Milan de 1930, Alfa Romeo présente son premier véhicule industriel, une ambulance construite sur un châssis automobile Alfa Romeo type RL avec un moteur essence 6 cylindres ainsi qu'un petit autobus pour le transport de la clientèle hôtelière, construit également sur un châssis RL. C'est le premier véhicule de la division Industriale.
L'année suivante, lors du Salon de l'automobile de Milan de 1932, le constructeur italien présente ses deux premiers modèles de transport de personnes, les autobus type 40-N à 2 essieux et 80-N à 3 essieux, équipés des mêmes  moteurs diesel F6M 217 - 6 cylindres 10.594 cm3.
En 1932, l'ATAG de Rome acquiert 3 autobus Alfa Romeo 40-N, immatriculés 1405, 1407 et 1409, destinés, dans un premier temps à des tests avant de passer une commande plus importante. L'autobus 1409 fut utilisé avec une remorque indépendante pour constituer l'ensemble 102. Ces autobus ont été mis en service le 27 décembre 1932.
Nota : l'ATAG n'a utilisé que des nombres impairs pour immatriculer ses véhicules.
Peu séduit par le modèle 40-N, en 1933, l'ATAG Rome passe commande de 26 exemplaires du modèle 80-N qui reçoivent une carrosserie élaborée par la Carrosserie Macchi et sont immatriculés 3101 à 3151. Ils ont été mis en service le 20 janvier 1934. Le moteur des autobus 3101 et 3103 sera équipé de gazogène le 23 février 1937 tandis que les autobus 3137 et 3139 sont équipés d'une boîte de vitesses automatique Wilson. Le dernier autobus de cette série sera radié en janvier 1960.
A l'automne 1934, l'ATAG Rome fait l'acquisition de 4 autobus Alfa Romeo supplémentaires, 3 modèles 40-N, 1411, 1415 et 1417, et un 85-A, 1413. Ces autobus ont été mis en service le 11 janvier 1935.